# En cuerpo ajeno
En cuerpo ajeno foi uma telenovela colombiana produzida pela RTI Producciones e exibida pelo Canal Uno entre 2 de janeiro de 1992 e 25 de fevereiro de 1993. 
Foi protagonizada por Danilo Santos e Amparo Grisales e antagonizada por Armando Gutiérrez

## Sinopse
Pedro José Donoso (Julio Medina), um viúvo milionário, se casa com sua bela e jovem assistente, Isabel Arroyo (Amparo Grisales), sem saber que ela planeja matá-lo em cumplicidade com seu protegido Andrés Coronado (Armando Gutiérrez).
A chegada de sua única filha, Ángela (Érika Schütz), provoca tensão no velho, já que ela não aceita sua nova madrasta. Enfadado pelo veneno que lhe foi dado, Pedro José acredita que Angela causa o desconforto.
Ele começa a sonhar com um agricultor desconhecido e sua amiga, a médium Gaytana Charry (Lucy Martinez), alerta-o de que ele está em perigo. Pedro José morre e seu espírito se move para a área onde vive Salvador Cerinza (Danilo Santos), o camponês de seus sonhos.
O espírito de Pedro José invade o corpo de Salvador, que aparentemente morre e sobe espetacularmente quando enterrado. A esposa de Salvador (Cantalicia), os aldeões e até mesmo o pároco suspeitam de que ele é possuído pelo diabo.
Salvador foge da cidade para Bogotá, onde contata Gaytana Charry, que o ajuda a lembrar de sua vida passada. Consciente de que ele foi traído e morto por sua esposa, Salvador decide se vingar.
Ele escreve uma carta de recomendação assinando como Pedro José Donoso, e dessa forma ele recebe um emprego como motorista em sua própria casa.

## Elenco
- Amparo Grisales - Isabel Arroyo
- Danilo Santos - Salvador Cerinza / Pedro José Donoso
- Armando Gutiérrez - Andrés Coronado
- Julio Medina - Pedro José Donoso
- Maribel Abello - Abigaíl Domínguez
- Ramiro Meneses - Simón Domínguez
- Alvaro Bayona -Walter Franco
- Érika Shütz - Ángela Donoso
- Carlos Congote - Antonio Domínguez
- Liesel Potdevin -Valeria
- Lucy Martínez - Gaetana Charrie
- Julio Pachón - Jardinero
- Constanza Gutiérrez - Cantalicia Muñetón
- Samara de Córdova - Rebeca Macedo
- María Eugenia Arboleda - Lupe
- Rosalba Goenaga -  Farah Amin
- Alberto Saavedra - Evelio Ramírez
- Delfina Guido - Nina Macedo
- Stella Rivero -  Doña Lilia
- Carmen Marina Torres - Victoria (Vicky)
- Ricardo Gómez - Camilo
- Andrés Felipe Martínez - Sacerdote
- Diana Catalina Bolaños - Margarita
- Iris Oyola
- Inés Prieto
- Sandra Mónica Cubillos
- Miguel Alfonso Murillo
- Álvaro García Trujillo
- Santiago García
- Luis Hernando Forero
- Luis Visbet López
- Álvaro Ruiz
- Carlos Echevarria
- Diego Vélez
- Luces Velásquez
- John Alex Toro
- Xilena Aycardi
- Marcela Carvajal
- Fernando Arévalo
- Carlos Velázquez
- Tirza Pacheco

## Versões
- El cuerpo del deseo - produzida pela Telemundo em 2005.
- En otra piel - produzida pela Telemundo em 2014[2].
- Amar a muerte - produzida pela Televisa em 2018.

## Prêmios e Indicações

### Prêmio TVyNovelas
| Ano  | Categoria                 | Nomeado         | Resultado |
| ---- | ------------------------- | --------------- | --------- |
| 1993 | Melhor Telenovela         | En cuerpo ajeno | Nomeada   |
| 1993 | Melhor série              | En cuerpo ajeno | Nomeada   |
| 1993 | Melhor ator protagonista  | Danilo Santos   | Ganhador  |
| 1993 | Melhor atriz protagonista | Amparo Grisales | Nomeada   |
| 1993 | Melhor Ator de Reparto    | Alvaro Bayona   | Ganhador  |
| 1993 | Melhor diretor            | Darío Vargas    | Nomeado   |